# Kópanskaia
Kópanskaia - Копанская (rus) - és una stanitsa del krai de Krasnodar, a Rússia. Es troba a la riba nord del llac Droixevo, a la península de Ieisk, a 49 km al sud de Ieisk i a 143 km al nord-oest de Krasnodar, la capital.